# Тшебіни
Тшебіни (пол. Trzebiny) — село в Польщі, у гміні Свенцехова Лещинського повіту Великопольського воєводства.
Населення — 190 осіб (2011).
У 1975—1998 роках село належало до Лешненського воєводства.

## Демографія
Демографічна структура станом на 31 березня 2011 року:
|          | Загалом | Допрацездатний вік | Працездатний вік | Постпрацездатний вік |
| -------- | ------- | ------------------ | ---------------- | -------------------- |
| Чоловіки | 98      | 20                 | 71               | 7                    |
| Жінки    | 92      | 17                 | 62               | 13                   |
| Разом    | 190     | 37                 | 133              | 20                   |